# Svalbard Radio

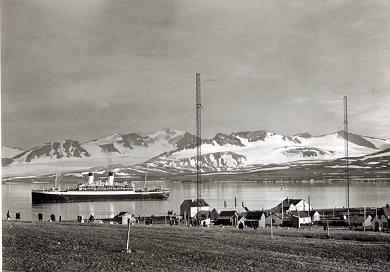
Grønfjorden med Spitsbergen Radio, taget 1911, samma år som radiostationen öppnade.

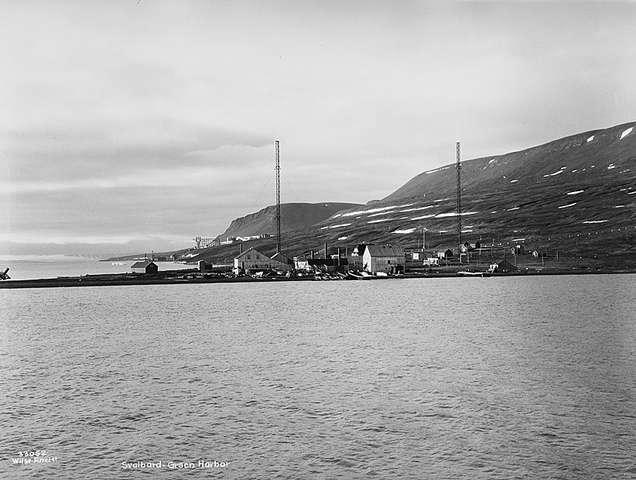
Green Harbour/Ankershamn 1928

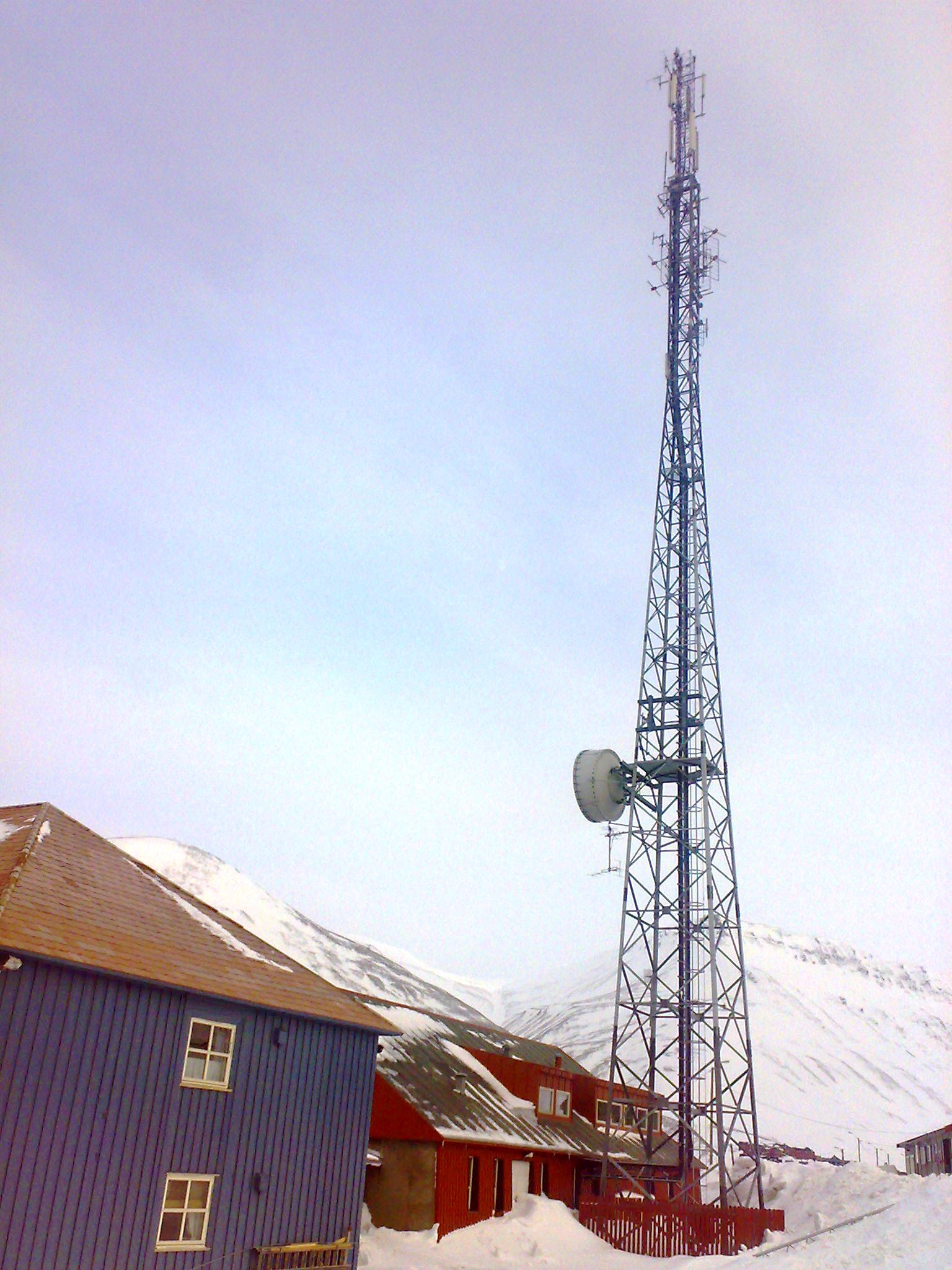
Svalbard Radio var lokaliserad till Skjæringa i Longyearbyen 1933–1976

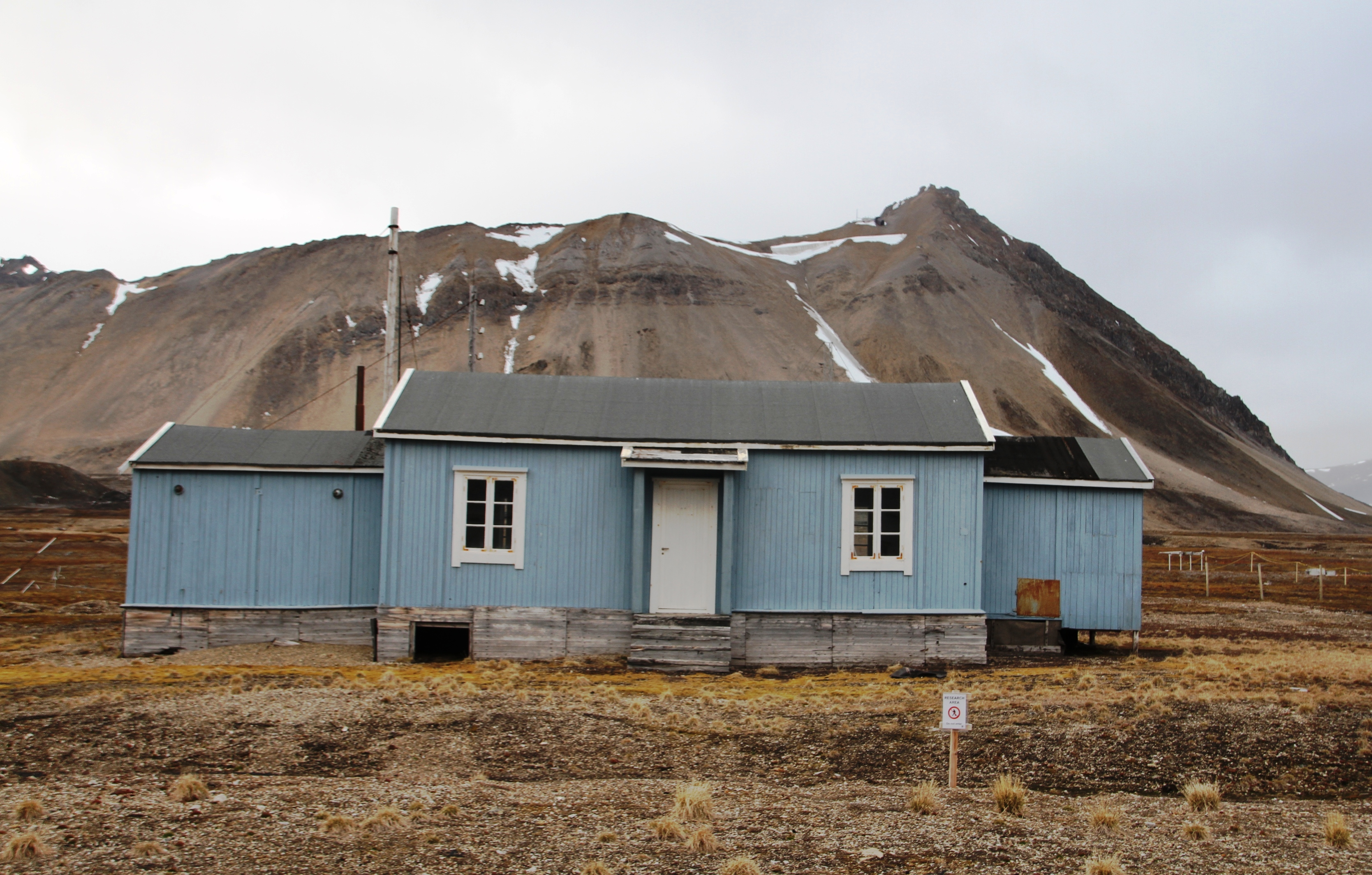
Gamle Telegrafen i Ny-Ålesund

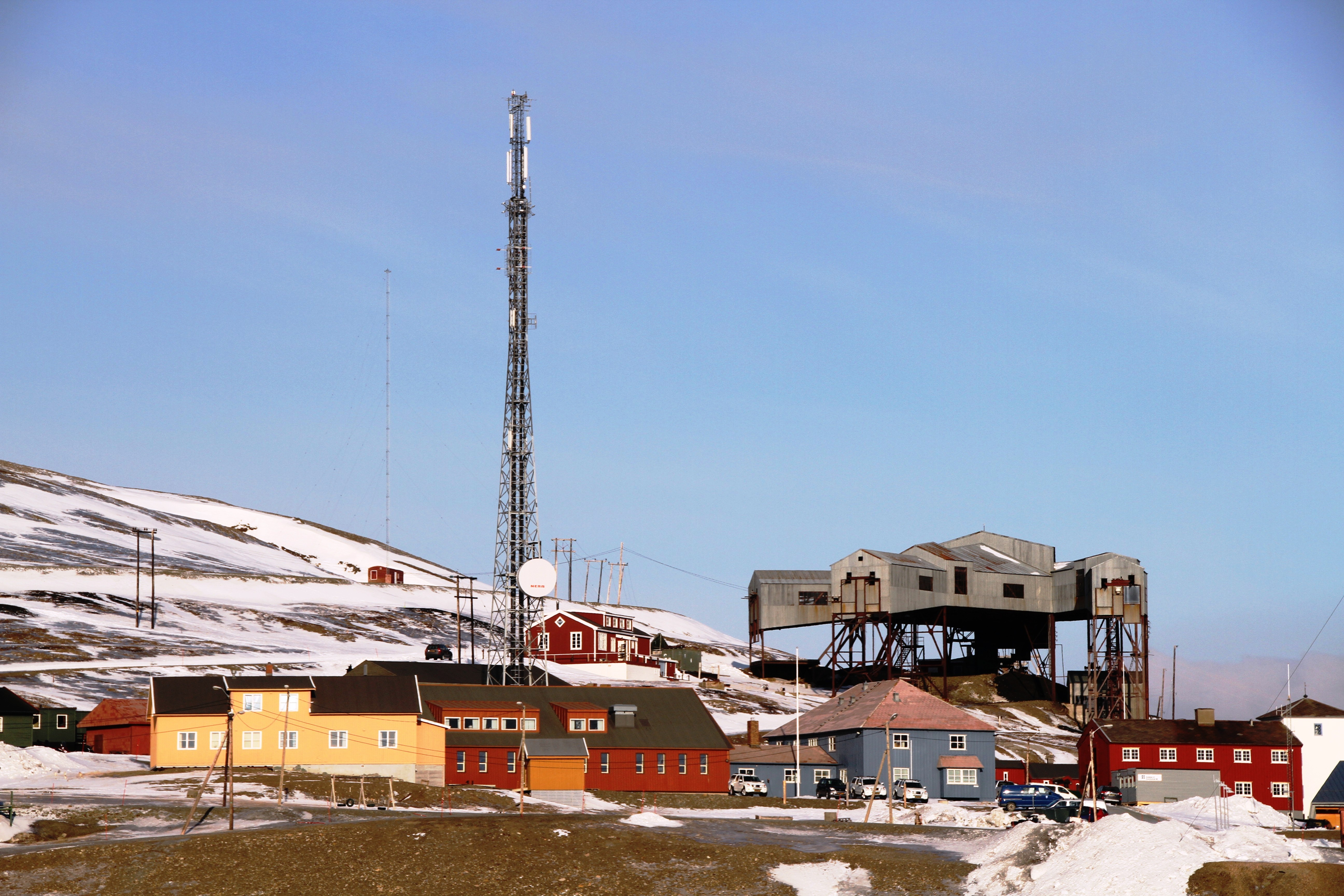
Svalbard Radio 2012

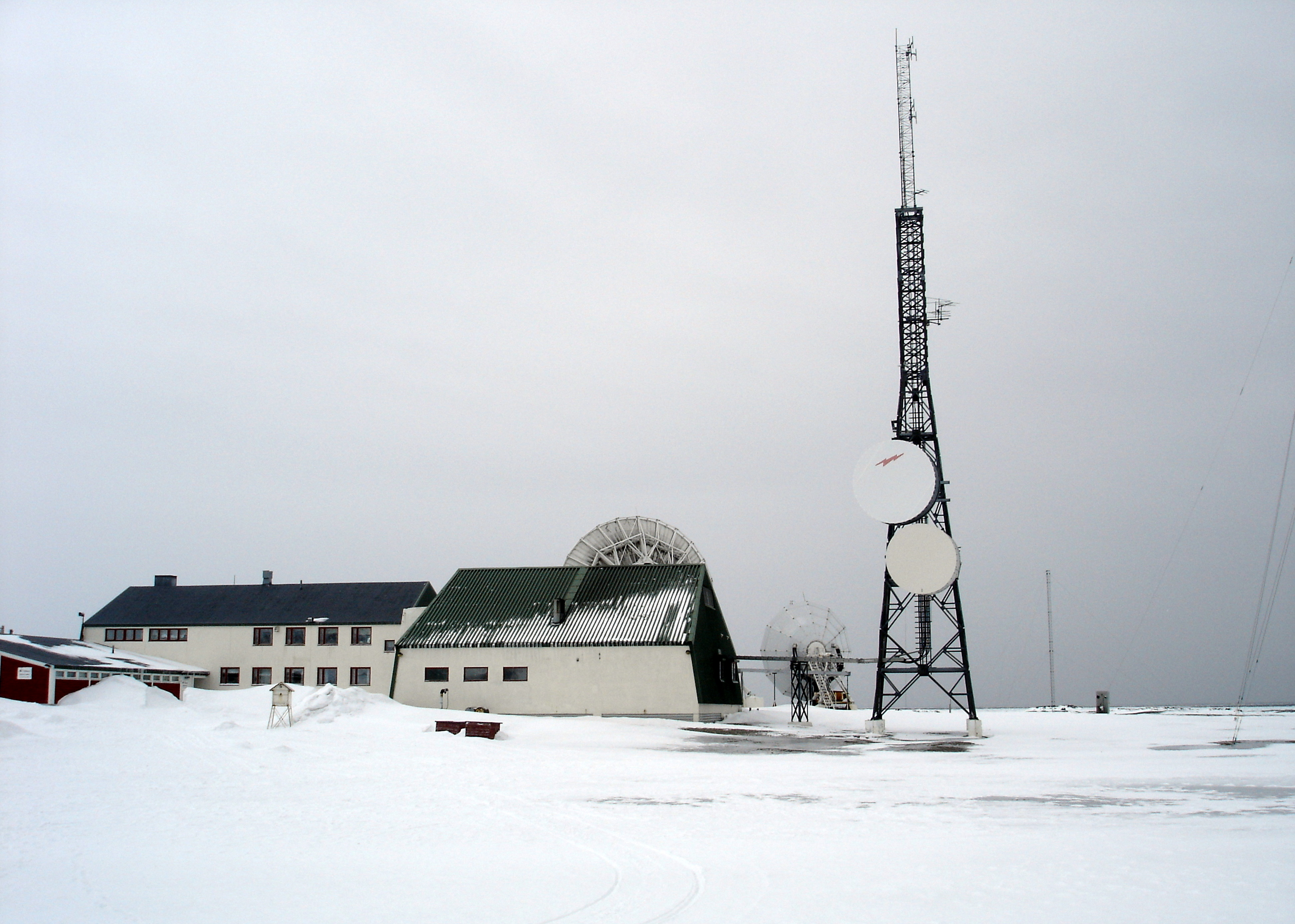
Isfjord Radio

Svalbard Radio är en av två norska kustradioanläggningar i Svalbard. Den grundades 1911 som Spitsbergen Radio på 
Hvalpynten (Finneset) på östra sidan av Grønfjorden (Green Harbour) på Spetsbergen. Den drivs idag av med fjärrkontroll av Telenor Maritimes Kystradio Nord i Bodø, tidigare Bodø radio. Den andra anläggningen är Isfjord Radio, likaså fjärrstyrd från Bodø. 
Den långsamma postgången mellan Spetsbergen och Norge ledde till behov av radioforbindelse med fastlandet. Arctic Coal Company i Longyear City (numera Longyearbyen) kontaktade Telegrafverket i Norge och begära att det upprättades en radiotelegrafiförbindelse med Norge. Spetsbergen var vid denna tidpunkt terra nullus och inte en del av Norge. För att undvika att ett amerikanskt företag byggde en station på mark som de norska myndigheterna hoppades skulle bli norsk i framtiden, ledde förslaget snabbt till ett positivt ställningstagande. Den 3 maj 1911 tog Stortinget beslut om att bygga radiotelegrafistationer på Spetsbergen och i Ingøya i Måsøy kommun på fastlandet. 
Stationen på Spetsbergen anlades på mark som tillhörde ett norskt företag på Finneset i Grønfjorden (Green Harbour). Den var operativ redan i november 1911 och var den första stationen i sitt slag i ett arktiskt område. Radiotelegrafistationen grundades som en statlig institution som gavs namnet Spitsbergen Radio. Den första radiosändningen skickades den 22 november 1911, och Spetsbergen knöts därmed till det norska fastlandet med dåtidens modernaste teleteknologi.
Spitsbergen Radio stärkte Norges position i konkurrensen om överhöghet. Stationen täckte nästan hela Norra ishavet och kom att förmedla all kommunikation mellan de arktiska områdena och resten av världen. Nästen alla telegram den första vintern hade att göra med gruvdriften på ön, men efter en kort tid utnyttjades stationen också av fångstmän och fångstflottor. 
Direkt efter det att Svalbard 1925 kommit under norsk överhöghet ändrades stationens namn från Spetsbergen Radio till Svalbard Radio. Den 1 september 1930 flyttade stationen till Skjæringa i Longyearbyen. År 1933 upprättades den andra kustradioanläggningen, Isfjord radio.
År 1953 hade Telegrafverket sammanlagt fem kustradiostationer i drift i Svalbard och på Jan Mayen. 
År 2012 hade Telenor Maritim Radio i hela landet 154 VHF-stationer och 32 Mediumfrekvens (MF)-stationer. De senare fanns bland annat på Jan Mayen, på Bjørnøya och i Longyearbyen. Navtexsändare fanns bland annat i Svalbard.
I mars 1949 sammankopplades Svalbard Radio med det norska inrikestelefonnätet genom en telefonförbindelse mellan Longyearbyen och Harstad radio i Harstad. På sluten av 1970-talet ersattes denna förbindelse av en Inmarsat-satellitförbindelse över Eik jordstasjon i Rogaland.
År 1976 flyttade kustradiotjänstens radioförbindelse med fastlandet från Skjæringa till tornet vid Svalbard lufthavn, där den samkördes med Luftfartsverkets flygradiotjänst med gemensam personal. Isfjord radio blev vid samma tidpunkt fjärrstyrt från Longyearbyen. 
Svalbard Radios telegrafitjänst lades ned i februari 1999. 
Från april 2006 har både Svalbard Radio och Isfjord Radio fjärrstyrts av Telenor Maritimes Kystradio Nord i Bodö. Avinor har övertagit lufttrafiktradiotjänsten från Telenor.